# Babbie (Alabama)
Babbie est une ville du comté de Covington située dans l'État d'Alabama, aux États-Unis,.
Babbie est occupée durant les années 1830. L'Alabama and Florida Railroad, devenu plus tard le Louisville and Nashville Railroad, construit une ligne ferroviaire qui traverse la ville en 1901.

## Démographie
| 1960 | 1970 | 1980 | 1990 | 2000 | 2010 |
| ---- | ---- | ---- | ---- | ---- | ---- |
| 60   | 82   | 553  | 576  | 627  | 603  |

## Source de la traduction
- (en) Cet article est partiellement ou en totalité issu de l’article de Wikipédia en anglais intitulé « Babbie, Alabama » (voir la liste des auteurs).